# Ів Торрес
Ів Марі Торрес (англ. Eve Marie Torres) — американська танцюристка, модель, акторка та реслерка, що раніше працювала в компанії WWE. Переможниця «Пошуку Дів WWE» 2007 року.

## Ранні роки
Торрес народилася в Бостоні, штат Массачусетс, США. Навчалася в Південнокаліфорнійському університеті. У коледжі була однією з засновниць відділення університетського жіночого клубу Омега Фі Бета у своєму кампусі. Протягом кількох років була віцепрезиденткою цього відділення. Була нагороджена призом Омега Фі Бета за відмінне навчання. Крім того, Торрес була однією з лідерок «Літаючих дівчат Південнокаліфорнійського університету», організації, присвяченій вираженню афроамериканської культури за допомогою танцю, і створила велику частину їх хореографії. У 2006 році вона закінчила університет за спеціальностями «Виробничий інженер» і «Інженер-системотехнік».
Торрес починає кар'єру танцюристки в стилі хіп-хоп, джаз, бальних танців, а також кар'єру моделі. У 2006–2007 роках вона входила в групу підтримки Лос-Анджелес Кліпперс. Крім того, вона з'являлася в американській телевікторині «Покажи мені гроші» як «танцюристка на мільйон доларів» і в телесеріалах «Дні нашого життя», «Падіння», «Андерграунд».

## Кар'єра в WWE

### «Пошук Дів— 2007»
Ів Торрес вступила в програму «Пошук Дів WWE» влітку 2007 року. Вона була обрана однією з восьми фіналісток, які змагатимуться за приз у 250 000 доларів і річний контракт з WWE. 29 жовтня 2007 у Філадельфії, в прямому ефірі на «RAW», перемігши фіналістку Брук Гілбертс, вона була коронована як переможниця «Пошуку Дів WWE — 2007» і стала офіційною Дівою WWE. З 4 січня 2008 Торрес починає тренування на арені Florida Championship Wrestling.

### Чемпіонка Дів WWE (2008–2011)
Вперше Ів Торрес з'явилася на шоу SmackDown! 1 лютого 2008 року, де взяла інтерв'ю у колишнього чемпіона світу у важкій вазі Батісти. Протягом весни вона брала участь в «Змаганні Дів», організованому для визначення найкращої діви бренду SmackDown!, яке виграла Мішель Маккул. На Реслманії XXIV вона з'являється як дроворубка у матчі Марії і Ешлі проти Бет Фенікс і Меліни.
Ів продовжує брати участь у конкурсах, у тому числі в Конкурсі Костюми на Хелловін 26 жовтня 2008 року, де вона була одягнена в костюм Рафаеля з мультсеріалу «Черепашки-ніндзя». 3 листопада 2008 Ів дебютувала на телебаченні на рингу в матчі 16-ти дів, де її команда програла, а Торрес жодного разу не передавали права бою. Її перший сюжет розпочався 2 січня 2009 року, коли Торрес була атакована Мішель Маккул. 6 лютого 2009 у Торрес відбувся перший одиночний матч проти Мішель Маккул, який вона програла від використання больового прийому. 5 квітня Торрес брала участь у жіночій Королівській битві на Реслманії XXV, але матч виграла Сантіна Марелла.
Після кількох тижнів ф'юду з Лейлою, під час якого вони змагалися в танцях і армреслінгу, Ів здобула над Лейлою перемогу в поєдинку 29 травня. 16 червня вона втримала Лейлу вдруге, після чого вони потиснули одна одній руки. Ів почала зближуватися з реслінг-командою Крайм Тайм, з'являючись з ними у позарингових сегментах шоу. Вона супроводжувала їх до рингу як менеджерка під час їх сюжету з Династією Гарт. 17 липня у Ів і Крайм Тайм відбувся Матч проти Династії Гарт (Девід Гарт Сміт, Тайсон Кідд і Наталія), де вона вперше програла, коли Наталія втримала Ів.

### Чемпіонка Дів WWE(2012–2013)
У 2012 році стає адміністраторкою WWE. 17 вересня 2012 перемагає Лейлу і знову стає чемпіонкою Дів WWE. 14 січня 2013 на ювілейному Raw, присвяченому двадцятиріччю, Ів програла матч за титул Чемпіонки Дів Кейтлін, а після матчу заявила, що покидає WWE.

## Інші проєкти
12 листопада 2008 Ів Торрес разом з Кендіс Мішель, Маріс і Міккі Джеймс з'явилися на шоу «Пісня Спокути», ведучим якого був Кріс Джеріко, реслер WWE і фронтмен рок-гурту «Фоззі». Ів, Маріс і Мішель Маккул з'явилися у випуску американського журналу про бодібілдинг «М'язи і фітнес» за січень 2009 року. Крім того, Ів співпрацює з жіночим журналом «Латина».

## Особисте життя
Крім танців, Ів Торрес захоплюється аеробікою, бігом і кікбоксингом. Вона продемонструвала на шоу «Найкраще, чорт забирай, спортивне шоу» здатність зібрати кубик Рубіка менш, ніж за п'ять хвилин. Крім того, вона займається бразильським джиу-джитсу і має синій пояс від Академії Джиу-Джитсу Грейсі (Торренс, Каліфорнія). У Ів є молодший брат Філліп, який у жовтні 2008 року виграв 100 000 доларів в американській версії шоу «Хто розумніший за п'ятикласника?». 13 вересня 2012 Ів Торрес одружилася з американським майстром бразильського джиу-джитсу Ренері Грейсі.

## У реслінгу

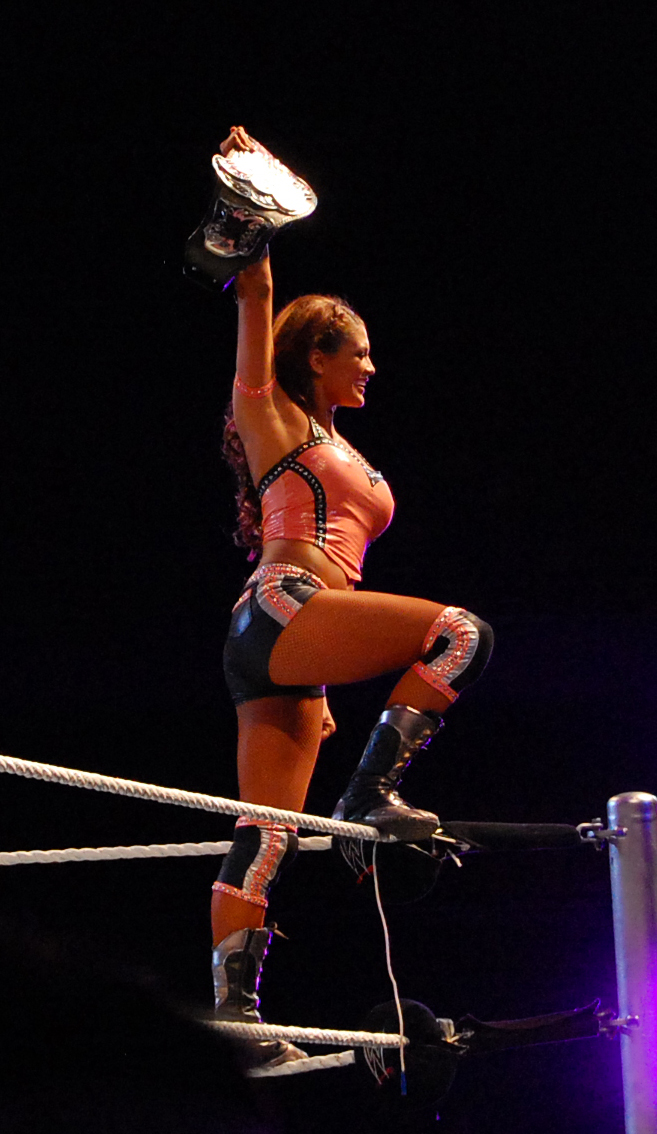
Торрес з титулом чемпіонки Дів WWE

Фінішер
- Handspring standing moonsault

Улюблені прийоми
- Cross armbreaker
- Fujiwara armbar
- Enzuigiri
- Hangman's choke
- Schoolgirl roll-up
- Somersault senton

Як менеджерка
- Крайм Тайм
- Кріс Мастерс
- Ар-Трус
- Зак Райдер

Музичні теми
- «She Looks Good» від Jim Johnston[6]

## Титули і досягнення
Pro Wrestling Illustrated
- PWI ставить її #5 з топ 50 реслерок у 2010 році[7]

World Wrestling Entertainment
- Чемпіонка Дів WWE (3 рази)[8][9]
- WWE Diva Search (2007)